# Caumont-sur-Garonne
Caumont-sur-Garonne – miejscowość i gmina we Francji, w regionie Nowa Akwitania, w departamencie Lot i Garonna.
Według danych na rok 1990 gminę zamieszkiwały 503 osoby, a gęstość zaludnienia wynosiła 43 osób/km² (wśród 2290 gmin Akwitanii Caumont-sur-Garonne plasuje się na 712. miejscu pod względem liczby ludności, natomiast pod względem powierzchni na miejscu 949.).